# Die wrake van Jerusalem

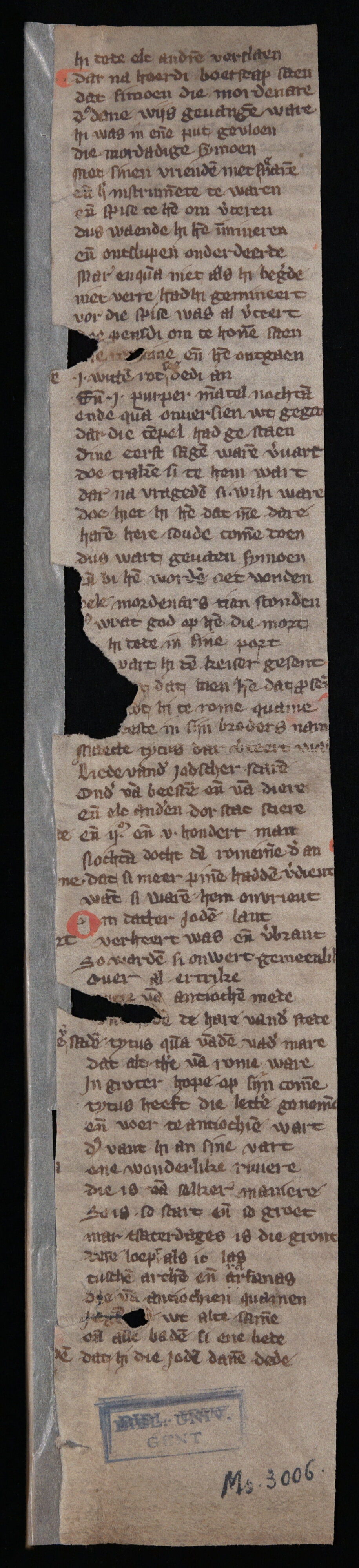
Fragment uit handschrift 3006 met regels uit Die Wrake van Jerusalem, vervaardigd in de veertiende eeuw.

Die wrake van Jerusalem is een Middelnederlandse tekst van Jacob van Maerlant die achteraan zijn Rijmbijbel werd toegevoegd.

## Inhoud
In Maerlants werk komt de belegering van een stad voor als wereldlijke strijd. Dergelijke belegeringen zijn vooral te vinden aan het begin van de Wrake van Jerusalem, een tekst die Maerlant waarschijnlijk op verzoek van zijn (onbekende) opdrachtgever aan de Rijmbijbel toevoegde. Dit werk, dat zich afspeelt omstreeks 70 na Christus, vertelt in navolging van de klassieke auteur Flavius Josephus hoe de Romeinen wraak namen op de joden, die verantwoordelijk geacht werden voor Christus' dood, door de stad Jeruzalem in te nemen. Voor Jeruzalem veroverd kon worden, moest de nodige oorlog gevoerd worden, hetgeen meestal neerkwam op het belegeren van steden.
De Wrake volgt dus de Rijmbijbel op met ongeveer meer dan 7500 versregels, gebaseerd op de woorden van ‘Josephus, diet selve sach’, een ooggetuigenverslag dus, zoals de joodse geschiedschrijver Flavius Josephus dat gaf in zijn Bellum judaicum (De joodse oorlog). Deze laatste 7500 regels worden gewoonlijk aangeduid met de naam Wrake van Jerusalem, een titel die overigens niet van Maerlant zelf afkomstig is.

## Overlevering
Die wrake van Jerusalem is in verschillende handschriften overgeleverd, meestal teruggevonden wanneer men de Rijmbijbel goed bewaard had. Toch zijn er ook losse fragmenten te vinden van de Wrake. Een fragment vinden we bijvoorbeeld in de Universiteitsbibliotheek Gent. Het fragment, beter bekend als handschrift 3006, werd in de veertiende eeuw vervaardigd in de Nederlanden. Het bestaat uit één stuk perkament van een quatro dat wel beschreven is op beide kanten. 

## Fragment
Uit de Wrake volgt een fragment van het verslag van de belegering van Jotapata, een vesting in Galilea die in 67 na Christus na een langdurig beleg werd ingenomen:

#### Middelnederlands
Van Gods alven hier toe comen
Dat hi den stouten enten vromen,
Den vroetsten van den vianden,
Hebben soude in sine handen,
Ghelijc als of an hem allene
Der jueden macht stonde al ghemene.
Placidus die quam ghevaren
Met m ridders tere scaren
Ende belach al ommetrent
Jotapata up sulc covent
Dat hem Josephus niet ne ontwike.
Ten naesten daghe quam aestelike
Met al den herre Vaspasiaen
Ende dede sinen tenten slaen
An die nordside van der stede
vii stadien, ende oec mede
Up eenen ul, al daer ne mochten
Sien de viande dies rochten,
Alsi oec hadden, weet vor waer,
Om te mersene haren vaer,
So groten, dat uter pord
Niemen ne purde, weder no vord.
Die Romeine behilden te waren
Die pord omme met iii scaren.
Mar dese wanope sonder waen,
Dat si niet ne mochten ontstaen,

#### Prozavertaling
Als een teken van Gods voorzienigheid dat hij de dapperste, sterkste en slimste van zijn vijanden in handen zou krijgen, alsof de kracht van de joden alleen van Josephus afhankelijk was. Placidus kwam met een leger van duizend soldaten en omsingelde Jotapata, opdat Josephus hem niet zou kunnen ontsnappen. De volgende dag, in alle haast, volgde Vespasianus met het gehele leger en sloeg ongeveer 1250 meter ten noorden van de stad zijn kamp op, op een heuvel, waar de vijanden hem zouden kunnen zien, zodat ze nog banger zouden worden; en ze werden inderdaad zo bang dat niemand zich buiten de stad waagde. De Romeinse soldaten omringden de stad met drie legerscharen.